# Jaume Collboni
Jaume Collboni Cuadrado (Barcelona, 5 de septiembre de 1969) es un abogado y político español, alcalde de Barcelona desde junio de 2023.
Su dedicación a la política comenzó durante su etapa como estudiante universitario en la Universidad de Barcelona. Se afilió al Partit dels Socialistes de Catalunya en 1991. En 2010 entra como diputado por Barcelona en el Parlamento de Cataluña, siendo nombrado portavoz adjunto en el Grupo Parlamentario de los Socialistas. En noviembre de 2011 fue nombrado secretario de comunicación y portavoz del PSC. Posteriormente, en 2014, dejó su escaño para centrarse en las primarias del PSC para la Alcaldía de Barcelona, de cara a las elecciones municipales de 2015. Desde entonces, ha sido el líder socialista del Ayuntamiento de Barcelona, ejerciendo de segundo teniente de alcalde (2016-2019), primer teniente de alcalde (2019-2023) y actualmente alcalde de Barcelona desde el 17 de junio de 2023.

## Biografía
Nacido en Barcelona en 1969 en el Baix Guinardó, también vivió en los barrios de La Teixonera, el Barrio Gótico, el Pueblo Nuevo y el distrito del Ensanche. Sus orígenes familiares, como la de muchos catalanes, confluye con la idea de procedencias diversas. Sus abuelos y tíos por parte de madre proceden de las primeras migraciones de Andalucía a principios del siglo XX. Entre 2011 y 2016 estuvo casado con el periodista y productor televisivo Óscar Cornejo.

### Trayectoria sindical
Inicia su activismo sindical en el movimiento asambleario y al entrar en la Facultad de Derecho de la Universidad de Barcelona se suma a la Asociación de Jóvenes Estudiantes de Cataluña (AJEC), de la que acabó siendo su secretario general (1992-1995). Período en el cual fue miembro claustral de la Universidad de Barcelona bajo el mandato del rector Doctor Bricall.
En 1996, impulsó la creación del Gabinete Técnico de UGT de Cataluña, del que formó parte de la Dirección Nacional del sindicato desde 1998 hasta 2005, desarrollando tareas en los ámbitos de la comunicación, la cultura, las relaciones internacionales y de cooperación. Durante la misma época, fue uno de los fundadores del Centro de Investigación Económica y Social de Cataluña (CRESC). Del 2001 al 2005, fue consejero en representación sindical del Consejo Económico y Social de España.

### Trayectoria política
Jaume Collboni ingresa en el Partido de los Socialistas de Cataluña (PSC) en el año 1994. Dos años más tarde (1995-1999), fue elegido portavoz del distrito de Horta-Guinardó. Entre el año 2005 y 2010 asumió la coordinación del Grupo Parlamentario Socialista en el Parlamento de Cataluña. Desde 2008, forma parte de la ejecutiva del partido. En diciembre de 2011, durante el 12.º Congreso del PSC, fue nombrado secretario de comunicación y portavoz del partido. En 2010 fue director de la campaña electoral del PSC para las elecciones autonómicas y, desde ese mismo año, fue diputado en el Parlamento de Cataluña y portavoz adjunto del grupo parlamentario de los socialistas y portavoz de la Comisión de Empresa y Empleo. Fue ponente en la Comisión de la Ley Electoral de Cataluña, y a su vez, en la Comisión de la Ley de Transparencia y Acceso a la Información Pública.

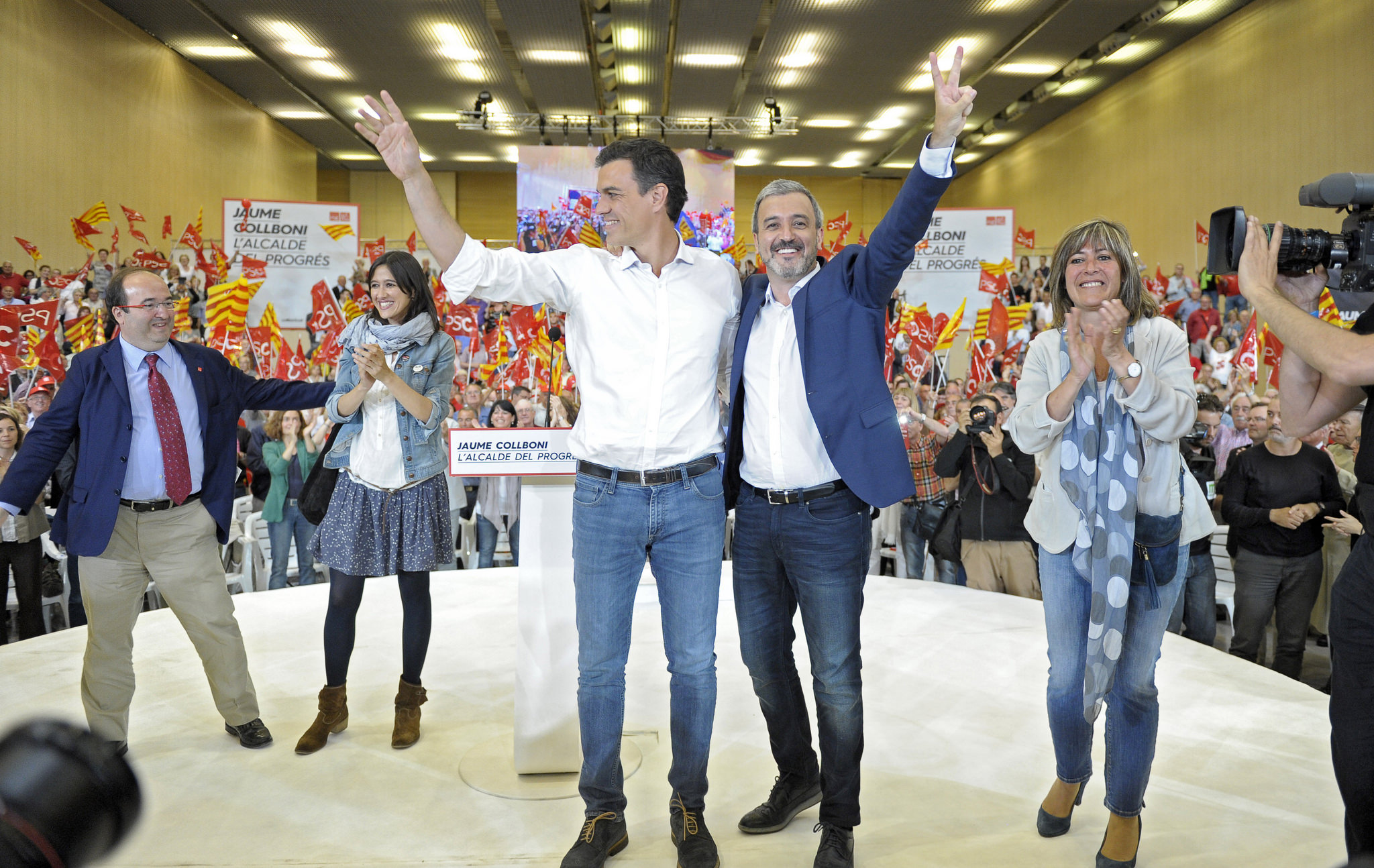
Jaume Collboni y Pedro Sánchez, en un acto de partido.

En 2014 se presentó como candidato a las primarias, organizadas por el PSC, para ser elegido candidato a la alcaldía de Barcelona. Competía con sus compañeros de partido Carmen Andrés, Jordi Martí, Laia Bonet y Rocío Martínez-Sampere. Celebradas en la Ciudad Condal el 29 de marzo de 2014, las primarias acabaron con una primera vuelta en la que Collboni y Andrés fueron los candidatos más votados y los que pasarían a una segunda y definitiva ronda. En ambas rondas, Jaume Collboni fue el candidato más votado. Desde junio de 2015 Jaume Collboni ejerce la presidencia del PSC Barcelona en el Ayuntamiento de Barcelona y la presidencia del Distrito de Horta-Guinardó.
Un año después, el 25 de mayo de 2016, el PSC Barcelona, liderado por Jaume Collboni, y Barcelona en Comú, liderado por Ada Colau, firmaron un Acuerdo de Gobierno de Izquierdas para la ciudad de Barcelona. Así los socialistas pasaron a formar parte del gobierno de la ciudad y el edil socialista empezó a ejercer también como segundo teniente de la alcaldesa del Ayuntamiento de Barcelona dirigiendo las áreas de Empresa, Cultura e Innovación. En el Área Metropolitana de Barcelona Jaume Collboni es el vicepresidente de Desarrollo Social y Económico hasta la actualidad.
Presentado en abril de 2018 como cabeza de lista del PSC de cara a las elecciones municipales de 2019 en Barcelona, postulándose así de nuevo como aspirante a la alcaldía, se anunció a lo largo de marzo de 2019 la incorporación a la candidatura como número 2 de Laia Bonet y como número 3 de Albert Batlle. También se impulsó una plataforma y manifiesto a los que se adhirieron figuras públicas en favor de la candidatura.
Tras un acuerdo firmado con Barcelona en Comú después de las elecciones municipales de 2019, fue designado primer teniente de alcaldesa del Ayuntamiento de Barcelona, ocupando a su vez las áreas de Economía, Trabajo, Competitividad y Hacienda. Así mismo, también fue designado vicepresidente primero de la Diputación Provincial de Barcelona.

#### Alcalde de Barcelona
El 1 de febrero de 2023, dimitió de su cargo en la Corporación Municipal para centrarse en su campaña electoral en las elecciones municipales de mayo de 2023. En dichas elecciones el PSC es la segunda fuerza más votada con el 19,79 % de los votos, consiguiendo 10 concejales de los 41 que conforman el pleno del Ayuntamiento de Barcelona.
Aunque en un primer momento se pensó que la alcaldía recaería en Xavier Trías (Junts) gracias a su acuerdo con ERC, el apoyo que recibió Collboni de los Comunes y del Partido Popular le permitió ser elegido alcalde de Barcelona por mayoría absoluta el 17 de junio de 2023. El pacto con el PP establecía que no podía haber miembros de Barcelona en Comú en el nuevo gobierno municipal, por lo que Collboni configuró un Gobierno en minoría plenaria integrado únicamente por el PSC.
Una de las primeras medidas significativas del nuevo alcalde fue normalizar las relaciones con las Corona, siendo recibido por el rey Felipe VI en el Palacio de la Zarzuela, un hecho que no se daba desde hacía 17 años.

## Cargos políticos e institucionales
- Miembro de la Dirección Nacional de UGT (1998-2005).
- Consejero de representación sindical del Consejo Económico y Social (2001-2005).
- Portavoz del PSC por el Distrito de Horta-Guinardó (1999-2003).
- Coordinador del grupo parlamentario de los socialistas en el Parlamento de Cataluña (2005-2010).
- Miembro de la ejecutiva del PSC (desde 2008).
- Diputado al Parlamento de Cataluña y portavoz adjunto del Grupo Parlamentario Socialista (2010-2014).
- Secretario de Comunicación y portavoz del PSC (2011).
- Portavoz del Grupo Socialista en el Parlamento de Cataluña (2012).
- Presidente de la Federación de Barcelona del PSC (2014).
- Concejal del Ayuntamiento de Barcelona (desde 2015).
- Presidente del Grupo Municipal Socialista en el Ayuntamiento de Barcelona (desde 2015).
- Segundo teniente de alcalde del Ayuntamiento de Barcelona y responsable de Empresa, Cultura e Innovación (2016).
- Vicepresidente de Desarrollo Social y Económico del Área Metropolitana de Barcelona (2016).
- Vicepresidente primero de la Diputación Provincial de Barcelona (desde 2019).
- Primer teniente de alcaldesa del Ayuntamiento de Barcelona y responsable de Economía, Trabajo, Competitividad y Hacienda (2019-2023).
- Alcalde de Barcelona (2023-).[16]